# かちかちワイド
『かちかちワイド』は、2002年4月1日から2015年3月27日までサガテレビが生放送していた夕方ワイド番組である。ハイビジョン制作（ハイビジョン放送は地上デジタル放送のみで実施）。

## 概要
- サガテレビは、2000年4月3日から2002年3月29日まで『カチカチてれび』を『FNN stsスーパーニュース → FNN SAGATV Super NEWS』の前の時間帯に編成していた。2001年度にはコンプレックス形式でこれらをひとつの枠（『sts情報ワイド』）にまとめた。

- 番組開始から2014年10月3日までは『FNN stsスーパーニュース』を内包する形で放送され、『スーパーニュース』は東京発全国ニュースと佐賀県内のローカルニュースの2本立て（コンプレックスのコンプレックス）であることから、実質3部構成であった。

- 2014年10月10日から2015年3月27日までの改編で、金曜日の放送時間が16時25分からの89分番組に拡大された。

- 番組は2015年3月27日放送分をもって終了。同年3月30日から2024年3月29日までは、その次の『FNN SAGATVスーパーニュース』と枠を統合した『かちかちpress』が放送スタートした。本番組レギュラー陣のうち、キャスターの花田百合奈とコーナーレギュラーの中島つぐまさ、メガモッツ、ヨンヘ、サカクラゲンは引き続き『かちかちpress』に出演している（花田は16・17時台のMCとして出演）。

## 放送時間
2015年3月27日終了以降のデータ
- 月-木曜 16:50 - 17:54 （JST、64分）
- 金曜 16:25 - 17:54（JST、89分）

## 出演者
『FNN stsスーパーニュース』担当者については当該項参照

### メインキャスター（MC）
- 佐藤ただのり
- 花田百合奈（サガテレビアナウンサー）

### コーナーリポーター
- 中島つぐまさ - 「かちかちリサーチ社」を担当。
- メガモッツ - 「カミング!」および「わらしべ長者の旅」を担当。
- ヨンヘ - 「ヨンヘのおしゃれ泥棒」を担当。
- 内堀富美 - 「健康バンバン」を担当。
- 池内祐介
- サカクラゲン - 「かちかちサガン鳥栖」を担当。サガン鳥栖の試合の解説・分析を行う。

### 過去の出演者
- 鶴丸英樹（サガテレビアナウンサー） - 初代MC。2006年10月27日まで出演[1]。
- 松本茂樹（当時サガテレビアナウンサー） - 2006年10月30日からMCを務めていたが[1]、サガテレビ定年退職のために2011年7月1日放送分をもって降板[2]。
- 松本育夫 - 「かちかちサガン鳥栖」を担当。
- 村上隆二 - 火曜日と水曜日の「夕刊早出しチェック」を担当。
- 松本由紀 - 「レッツ!ゆきNavi★」を担当。
- 中村なぎさ（当時サガテレビアナウンサー） - 2006年10月30日からよりMCを務めていたが[1]、妊娠のために降板。
- 坂井千夏（当時サガテレビ契約アナウンサー） - リポーターを務めていたが、サガテレビとの契約満了に伴い、2009年6月30日放送分をもって降板。
- 小林容子（当時サガテレビ契約アナウンサー） - リポーターを担当。2009年7月1日から同年12月25日まで出演[3]。
- 市原万起子（当時サガテレビ契約アナウンサー） - MCを担当。
- 井上のどか - リポーターを担当[4]。
- で〜ぶ&とし - 「ゴーゴー佐賀弁補習授業」「で～ぶのどがしこ伝」[5]を担当。
- 村田あけみ - 「あけみの手作り工房」を担当。
- こかどひろこ - 「こかどのド〜ンと太っ腹」を担当。
- 今井雄太郎 - 2011年6月27日放送分をもって終了した「ゆうたろうにまかせんしゃい」を担当。
- 菊池良子（当時サガテレビ契約アナウンサー）- 2014年10月3日放送分をもって降板。
- 迫田佳那（元サガテレビ契約アナウンサー） - 主にスポーツ関係の企画を担当。